# Agata Buzek
Pour les articles homonymes, voir Buzek.
Agata Bronisława Buzek est un mannequin et  une actrice polonaise, née le 20 septembre 1976 à Pyskowice.

## Biographie
Elle est la fille de l'homme politique polonais Jerzy Buzek, président du Parlement européen.
Pendant son enfance, elle souffre de poliomyélite et se fera traiter en Allemagne.
Elle prend des cours d'art dramatique à l'Académie de théâtre Alexandre Zelwerowicz de Varsovie dont elle sera diplômée en 1999, avant de travailler comme modèle à Paris.
En 2009, elle reçoit l'Aigle de la meilleure actrice (Orły) et le prix du public Zbigniew Cybulski pour son rôle dans Tribulations d'une amoureuse sous Staline de Borys Lankosz.

## Filmographie

### Cinéma
- 1998 : La ballata dei lavavetri de Peter Del Monte : Justyna
- 2002 : La Vengeance (Zemsta) d'Andrej Wajda : Klara Raptusiewiczówna
- 2008 : La Ronde de nuit (Nightwatching) de Peter Greenaway : Titia Uylenburgh
- 2009 : Dans la tourmente (Within the Whirlwind) de Marleen Gorris : Léna
- 2009 : Tribulations d'une amoureuse sous Staline (Rewers) de Borys Lankosz : Sabina
- 2010 : Vache sacrée (Swieta krowa) de Radek Wegrzyn : Anna
- 2011 : Lena de Christophe Van Rompaey : Danka
- 2013 : Crazy Joe (Hummingbird) de Steven Knight : Sœur Cristina
- 2015 : Les Innocentes d'Anne Fontaine : Sœur Maria
- 2018 : High Life de Claire Denis : Nansen
- 2018 : Pearl d'Elsa Amiel : Serena
- 2019 : Blanche comme neige d'Anne Fontaine : la femme slave
- 2021 : Paradis sale de Bertrand Mandico : Kate Bush/Katarzyna Buszowska
- 2023 : 
  - Conann de Bertrand Mandico : Conann à 45 ans
  - le rôle de Iablonovska dans Dovbouch de Oles Sanin[1].

### Télévision
- 2007 : Tatort (s38ep35) : Kristina Pawlak

### Doublage polonais
- Clémence Poésy dans :
  - 2005 : Harry Potter et la Coupe de feu : Fleur Delacour
  - 2010 : Harry Potter et les Reliques de la Mort, partie 1 : Fleur Delacour
  - 2011 : Harry Potter et les Reliques de la Mort, partie 2 : Fleur Delacour
- 2004 : Et l'homme créa la femme : Joanna Eberhart (Nicole Kidman)
- 2006 : Eragon : Arya (Sienna Guillory)
- 2010 : Les Voyages de Gulliver : (Amanda Peet)

## Théâtre
- 2016 : Phèdre(s) (rôle de Strophe), textes de Wajdi Mouawad, Sarah Kane et J.M. Coetzee, mis en scène par Krzysztof Warlikowski, Théâtre de l'Odéon (Paris)